# Kenji Utsumi
Kenji Utsumi (jap. 内海 贤二 Utsumi Kenji; ur. 26 sierpnia 1937 w Kitakiusiu, zm. 13 czerwca 2013 w Tokio) – japoński seiyū oraz aktor dubbingowy pochodzący z Kitakiusiu.

## Życiorys
1 czerwca 1984 r. założył agencję dla aktorów głosowych Ken Production.
Najbardziej znany jest z ról: ojca Sally w anime Sally czarodziejka, Senbei Norimaki w Dr. Slump Arale-Chan, Coach Kamogawa w Hajime no Ippo oraz Alexa Louisa Armstronga w Fullmetal Alchemist. Aktor zasłynął również z licznych ról głosowych w serii Dragon Ball (m.in. Shenlong, Commander Red, Reacoom). Dubbingował także głosy takich artystów jak Steve McQueen, John Rhys-Davies, Victor Mature i Robert Shaw.
Otrzymał nagrodę za całokształt twórczości na trzecim Seiyū Awards. Zmarł na raka otrzewnej w dniu 13 czerwca 2013 roku. Był żonaty z aktorką głosową Michiko Nomura, z którą był związany aż do śmierci.

## Role głosowe

### Anime
- Space Ace (Ibo)
- Sally czarodziejka (ojciec Sally, Daimao))
- Generał Daimos (Barandoku)
- Róża Wersalu (Generał Jarjeyes, Ojciec Oscar)
- Dr. Slump (Senbei Norimaki)
- Anpanman (Kurayamiman)
- Rycerze Zodiaku (Odin)
- Dragon Ball Z (Porunga, Recoome, Shenlong)
- Dragon Warrior (Ortega)
- Dragon Quest: Dai no Daibōken (Demon Lord Baan)
- Street Fighter II V (Vega)
- Berserk (Zodd Nieśmiertelny)
- Cowboy Bebop (Appledelhi)
- Angel Links (Duuz)
- Fighting Spirit (Genji Kamogawa)
- Cyborg 009 The Cyborg Soldier (Prezydent)
- RahXephon (Shirow Watari)
- Ai yori aoshi (Ojciec Aoi)
- Petite Princess Yucie (Demon King)
- Astro Boy (Tokugawa) 2003 r.
- Fullmetal Alchemist (Alex Louis Armstrong)
- Paranoia Agent (Kawazu)
- Black Jack (Keiji Tomobiki)
- Basilisk (Nenki Mino)
- The Snow Queen (Gaion)
- Black Jack 21 (Inspektor Tomobiki)
- D.Gray-man (Giscone)
- Dankūga Nova (Herugaiya)
- Allison & Lillia (Inspektor policji Warren)
- Golgo 13 (Ledell Nikolavitch)
- Casshern Sins (Braikingboss)
- One Outs (Saikawa Owner)
- Hajime no Ippo: New Challenger (Genji Kamogawa)
- Slayers: Magiczni wojownicy (Dune)
- Shin Mazinger Shōgeki! Z-Hen (Hades/ Władca Ciemności)
- Dragon Ball Kai (Shen Long)
- Fullmetal Alchemist: Brotherhood (Alex Louis Armstrong, Philip Gargantos Armstrong)
- Needless (Gido)
- Kämpfer (Hiaburi Lion)
- Mayoi Neko Overrun! (Machine Duke)
- Belzebub (Kusubonobu, Wasboga)
- Hunter × Hunter (Kapitan)
- Silver Spoon (Todoroki Sensei)

### OVA
- Outlanders (manga) (Geobaldi) 1986 r.
- Detonator Orgun (Zoa) 1991 r.
- Casshan: Robot Hunter Casshern (Braiking Boss) 1993 r.
- Macross Plus (Pułkownik Millard Johnson) 1994 r.
- Shin Getter Robo vs. Neo Getter Robo (Emperor Teio) 2000 r.
- Mudazumo Naki Kaikaku (Chairman Mao) 2010 r.

### Animacja Teatralna
- Cyborg 009 (008)
- Cyborg 009 and the Monster Wars (008)
- Kot w butach (film 1969) (Daniel)
- Filmy Dr. Slump
  - Dr. Slump & Arale-chan Hello! Fushigi Jima (Senbei)
  - Dr. Slump: Hoyoyo! Space Adventure (Senbei)
  - Dr. Slump & Arale-chan Hoyoyo! Sekai Issuu Dai Race (Senbei)
  - Dr. Slump & Arale-chan Hoyoyo! Nanaba Shiro no Hihou (Senbei)
  - Dr. Slump & Arale-chan Ncha! Penguin Mura wa Hare no chi Hare (Senbei) 1993 r.
  - Dr. Slump & Arale-chan Ncha! Penguin Mura yori Ai o Komete (Senbei) 1993 r.
- Fist of the North Star (Raoh)
- Przygody małego Nemo w krainie snów (Król Morfeusz), 1989 r.
- Filmy Dragon Ball
  - Dragon Ball Movie 1: Curse of the Blood Rubies (ShenLong)
  - Dragon Ball Movie 3: Mystical Adventure (Senbee Norimaki, Shen Long)
  - Dragon Ball Movie 4: The Path to Power (Red)
- Filmy Dragon Ball Z
  - Movie 1: Dead Zone (Shen Long), 1989 r.
  - Movie 2: The World’s Strongest (Shen Long) 1990 r.
  - Movie 3: The Tree of Might (Raisin, Rezun, Shen Long) 1990 r.
  - Movie 4: Lord Slug (Shen Long) 1991 r.
  - Dragon Ball Z: Battle of Gods (Shen Long) 2013 r.
- Dragon Quest: Dai no Daibōken Buchiya bure!! Shinsei Rokudai Shoguo (Burn) 1992 r.
- Fatal Fury: The Motion Picture (Jammin) 1994 r.
- Macross Plus Movie Edition (Pułkownik Millard Johnson) 1995 r.
- Slayers Return (Galev)
- Filmy Doraemon:
  - Nobita no Uchū Kaitakushi (Borgand)
  - Nobita's Galactic Express (Heavenly King) 1996 r
  - Nobita's Adventure in Clockwork City (Onigorou Kumatora) 1997 r
  - Nobita Gets Lost in Space (Angle Moa) 1999 r.
  - Nobita no Kyoryu (Dolman Stein) 2006 r.
- Detective Conan: The Fourteenth Target (Nagaaki Shishido) 1998 r.
- One Piece: The Movie (El Drago) 2000 r.
- Shin-chan (Vin)
- Black Jack: The Two Doctors Of Darkness (Inspektor Tomobiki)
- Filmy Fullmetal Alchemist
  - Fullmetal Alchemist: Conqueror of Shambala (Alex Louis Armstrong) 2005 r.
  - Fullmetal Alchemist: The Sacred Star of Milos (Alex Louis Armstrong) 2011 r.
- Tetsujin 28-go: Hakuchū no Zangetsu (Beranedo)
- Shin-chan: Chō Jikū! Arashi o Yobu Ora no Hanayome (Mazusou Kinyuu)
- Pokémon: Czerń—Victini i Reshiram (Król)
- Guskō Budori no Denki (Rybak)

### Gry Video
- Dragon Ball
  - Dragon Ball Tenkaichi Daibouken (Red Leader, God Dragon, Moderator)
  - Dragon Ball: Raging Blast (Shen Long, God Dragon)
  - Dragon Ball: Raging Blast 2 (God Dragon, Tenkaichi Budokai announcer)
  - Dragon Ball Ultimate Blast (Shen Long, Tenkaichi Budokai announcer)
- Dragon Ball Z:
  - Dragon Ball Z: Buyuu Retsuden (Shen Long)
  - Dragon Ball Z: Ultimate Battle 22 (Shen Long)
  - Dragon Ball Z: Shin Butouden (Shun Long)
  - Dragon Ball Z: Idainaru Dragon Ball Densetsu (Shen Long)
  - Dragon Ball Z (Rikumu) 2003 r.
  - Dragon Ball Z 2 (Rikumu) 2004 r.
  - Dragon Ball Z 3 (Rikumu, God Dragon, Red leader) 2005 r.
  - Dragon Ball Z: Budokai Tenkaichi (Rikumu, Dragon God)
  - Super Dragon Ball Z (Shen Long) 2006 r.
  - Dragon Ball Z: Budokai Tenkaichi 2 (Shen Long, Rikumu)
  - Dragon Ball Z: Budokai Tenkaichi 3 (Rikumu, Shen Long, Senbei)
  - Dragon Ball Z: Burst Limit (Rikumu)
  - Dragon Ball Z: Infinite World (Shen Long, Senbei, Rikumu)
- Pięść Gwiazd Północy (Raoh)
- Tales of Destiny (Hugo Jirukurisuto, Shine Rembrandt)
- Harry Potter i Kamień Filozoficzny (Lord Voldemort) 2001 r.
- Alex Louis Armstrong w grach Fullmetal Alchemist:
  - Fullmetal Alchemist and the Broken Angel
  - Fullmetal Alchemist: Dream Carnival
  - Fullmetal Alchemist 2: Curse of the Crimson Elixir
  - Fullmetal Alchemist 3: Kami o Tsugu Shoujo
  - Hagane no Renkinjutsushi: Fullmetal Alchemist – Akatsuki no Ouji
  - Fullmetal Alchemist: Daughter of the Dusk
  - Hagane no Renkinjutsushi: Senaka o Takuseshimono
- Berserk:
  - Berserk: Millennium Falcon Hen Seima Senki no Shou (Balzac, Zoddo)
  - Berserk: Millennium Falcon Hen Wasurebana no Shou (Balzac, Zoddo)
- Metal Gear Solid 3: Snake Eater (Colonel Vuorugin)
- Rogue Galaxy (Vuarugogu Doreiza)
- Ryu ga Gotoku Kenzan! (Boutenkai Nankou) 2008 r.
- Garland w:
  - Dissidia Final Fantasy 2008 r.
  - Dissidia 012 Final Fantasy 2011 r.
- Killzone 2 (Scalar Vuisari) 2009 r.
- Ryū ga Gotoku 5 (Tadashi Madarame) 2012 r.
- Killzone Najemnik (Scalar Vuisari) 2013 r.

## Role dubbingowe

### Live action
- Steve McQueen
  - Siedmiu wspaniałych ((Vin))
  - Hell Is for Heroes (John Reese)
  - Cincinnati Kid (Cincinnati Kid))
  - Bullitt (Frank Bullitt))
  - Ucieczka gangstera (Doc McCoy))
  - Junior Bonner (Junior J.R. Bonner))
  - Papillon (Henri Charrière))
  - Płonący wieżowiec (Szef Michael O’Hallorhan))
  - Tom Horn (Tom Horn))
- Bob Hoskins
  - Kto wrobił królika Rogera? (Edward Eddie Valiant)
  - Hook (Smee)
  - Pani Henderson (Vivian Van Damm)
  - Człowiek pies (Bart)
- Carl Weathers
  - Appollo Creed w filmach:
    - Rocky
    - Rocky II
    - Rocky III
    - Rocky IV

  - George Dillon w filmie Predator
- Jack Nicholson
  - Czarownice z Eastwick (Daryl Van Horne)
  - Batman (Joker)
  - Choć goni nas czas (Edward Cole)
- John Rhys-Davies
  - Gimli w serii:
    - Władca Pierścieni: Drużyna Pierścienia
    - Władca Pierścieni: Dwie wieże
    - Władca Pierścieni: Powrót króla

  - Dragon Storm (King Fastrad)
- Diamenty są wieczne (film) (James Bond)
- Szklana pułapka (Sgt. Al Powell (Reginald VelJohnson), Hans Gruber (Alan Rickman))
- Pozdrowienia z Rosji (film) (Red Grant (Robert Shaw))
- Hot Shots! 2 (Saddam Hussein)
- Szczęki (film) (Quint (Robert Shaw))
- Krwiożercza roślina (Audrey II)
- Żyj i pozwól umrzeć (film) (Doktor Kananga/Mister Big (Yaphet Kotto)
- W obliczu śmierci (Brad Whitaker (Joe Don Baker)
- Matrix trilogy (Morfeusz (Laurence Fishburne))
- Moonraker (film) (Sir Hugo Drax (Michael Lonsdale))
- Nigdy nie mów nigdy (film 1983) (Maximillian Largo (Klaus Maria Brandauer))
- Star Trek: Seria oryginalna (Montgomery Scott (James Doohan)) – (drugi głos)
- Jutro nie umiera nigdy (Jack Wade (Joe Don Baker))
- Pamięć absolutna (Richter (Michael Ironside))
- Wstrząsy (Earl Basset (Fred Ward)

### Seriale i filmy animowane
- Rola Tygrysa w filmach:
  - Amerykańska opowieść, 1986 r.
  - Amerykańska opowieść. Fievel jedzie na Zachód, 1991 r.
  - Amerykańska opowieść. Skarb wyspy Manhattan, 1998 r.
  - Amerykańska opowieść. Tajemnica potwora z Manhattanu, 1999 r.
- Tomek i przyjaciele (Gabryś)
- Kacze opowieści. Poszukiwacze zaginionej lampy (Merlock) 1990 r.
- Batman (serial animowany 1992) (Król Kanałów (ang Sewer King) (odc. 6)
- Dolina paproci (Hexxus) 1992 r.
- Tarzan (film 1999) (Kerchak)
- Shrek (Wilk) 2001 r.

## Nagrody
- Seiyū Awards Nagroda za osiągnięcia artystyczne (2009)